# 令狐潮
令狐潮（8世纪—8世纪），唐玄宗朝雍丘縣令。生卒年不详。
天寶十四年（756年）安史之亂，十二月十二日安祿山佔洛邑，次年正月號稱大燕皇帝，令狐潮率全縣投向燕軍。燕軍任令狐潮為軍將，率兵向東馳援襄邑。
令狐潮擊敗在襄邑的淮陽軍，俘虜了百余官兵，並將他們囚禁在雍丘，準備殺害，然後又去見燕軍大將李庭望。淮陽兵俘虜乘機解開繩索，殺掉守衛，閉城拒納令狐潮。雍丘城內頓時大亂。賈賁、張巡等得以乘亂攻入雍丘。令狐潮棄城逃跑。賈賁、張巡入城後殺令狐潮妻子，據城自守。後令狐潮多次领李庭望之兵馬攻打雍丘，賈賁力戰死，餘眾由張巡繼續領導，堅守雍丘，勇猛退敵。隔年三月令狐潮與李懷仙、楊朝宗、謝元同等合圍雍丘，張巡堅守六十餘日，經大小戰役三百餘次，終於守住雍丘。
當時雍丘乏糧，令狐潮將從睢陽渠運米數百船經過雍丘城，派兵夜間出戰，獲糧食上千斛。令狐潮又結合崔伯玉圍攻雍丘，張巡向南撤退，至睢陽與太守許遠、城父（今安徽亳縣東南）縣令姚誾合擊燕軍。
此后没有令狐潮的记载。